# Pat McAfee
Pour les articles homonymes, voir McAfee (homonymie).
(en) Statistiques sur pro-football-reference
Pat McAfee (né le 2 mai 1987 à Pittsburgh en Pennsylvanie) est un ancien joueur américain de football américain qui évoluait en tant que punter dans la National Football League (NFL).
Après sa retraite du football américain, il rejoint le monde du catch en devenant analyste pour des évènements de la WWE, puis deviendra catcheur ainsi que commentateur pour WWE Smackdown. En 2025, alors que WWE Raw est diffusé sur Netflix, il reprend son rôle de commentateur aux côtés de Michael Cole.
McAfee est un animateur du The Pat McAfee Show avec son équipe où ils traitent de l'actualité sportive. Il participe également comme analyste et commentateur sportif sur ESPN.

## Carrière dans le football américain

### Université
McAfee a joué en tant que kicker et punter pour les Mountaineers de l'Université de Virginie-Occidentale. Il n'effectue que les field goals, les transformations d'un point et les kickoffs à sa première saison universitaire, avant de se charger également des punts dès sa deuxième saison avec les Mountaineers.

### Professionnel
Après quatre saisons avec la Virginie-Occidentale, il est sélectionné en tant que punter par les Colts d'Indianapolis au septième tour, 222e rang, lors de la draft 2009 de la NFL. En plus d'effectuer les punts, McAfee se charge également des kickoffs, action généralement réservée aux kickers.
Au terme de son premier contrat avec les Colts, l'équipe lui pose un tag pour la saison 2013 qui leur permet de conserver les services de McAfee pour au moins une saison. Après cette saison, il reste avec les Colts en signant un nouveau contrat pour 5 ans et 14,5 millions de dollars,.
Il est nommé à son premier Pro Bowl lors de la saison 2014 en plus de figurer dans l'équipe All-Pro. Il est sélectionné pour la deuxième fois au Pro Bowl en 2016.
Après huit saisons avec les Colts, il annonce son retrait de la compétition en février 2017.

## Carrière dans le catch

### World Wrestling Entertainment (2018-...)

#### Analyste (2018-2020)
Courant 2018, McAfee commença à apparaître en tant qu'analyste lors des pré-show des NXT Takeover, il commença avec NXT TakeOver: New Orleans. Il fit d'autres apparitions lors de NXT TakeOver: Chicago II, NXT TakeOver: Brooklyn 4 et NXT TakeOver: WarGames. En décembre, il est annoncé que McAfee venait de conclure un accord pour un contrat de plusieurs années avec la WWE. Il signa le contrat en février 2019,. Il fut ensuite l'hôte du programme watch-along sur Youtube avec d'autres superstars de la WWE, le principe étant de commenter les matchs de pay-per-view de la WWE en direct.
McAfee fit une apparition à SmackDown le 1er novembre 2019 en tant que commentateur représentant NXT, il prit ensuite part à l'invasion de SmackDown par NXT.   

#### Débuts in-ring et rivalité avec Adam Cole (2020)
Le 23 juillet 2020, Adam Cole était l'invité du podcast de McAfee. Cole était très frustré lors de l'interview car McAfee déclara que le succès de Cole était dû à l'Undisputed Era et que Cole était un trop petit pour réussir par lui-même. À la suite de cela, Cole insulta McAfee, cassa son micro et quitta l'interview. Triple H fit une apparition quelques jours plus tard lors du podcast de McAfee, l'invitant à NXT pour parler avec Cole. McAfee fit son apparition le 5 août à NXT. Cependant, lors d'un match opposant l'Undisputed Era à IMPERIUM, Cole remarqua la présence de McAfee à la table des commentateurs et commença à l'insulter, causant un affrontement qui se terminera avec McAfee portant un violant coup de pied à Cole. Le lendemain, Triple H lança un défi à McAfee, affronter Cole à NXT Takeover : XXX. Le 22 août à Takeover : XXX, McAfee fut battu par Cole.
McAfee fit son retour à NXT le 21 octobre, interférant dans le match pour les titres par équipe de la NXT opposant Breezango à Lorcan & Burch en faveur de ces derniers. Lorcan & Burch remportèrent les titres par équipe et s'allièrent à McAfee, La semaine suivante à NXT, Pete Dunne rejoignit ce trio en participant au passage à tabac de Kyle O'Reilly par le clan de McAfee. Dans les semaines qui suivirent, le clan de McAfee affrontera l'Undisputed Era lors d'un Wargames match à NXT Takeover Wargames. Le 6 décembre 2020 lors de Wargames, le clan McAfee perd contre l'Undisputed Era lors d'un Wargames match.

#### Commentateur àSmackDown(2021-...)
Le 16 avril 2021 à SmackDown, il fait ses débuts en tant que commentateur du show bleu, aux côtés de Michael Cole.
Le 3 avril 2022 à WrestleMania 38, il bat Austin Theory, mais perd ensuite face à Vince McMahon. Après le combat, les trois hommes subissent un Stunner de Stone Cold Steve Austin.
Le 30 juillet à SummerSlam, il bat Happy Corbin.
Le 28 janvier 2023 au Royal Rumble, il effectue son retour à la table des commentateurs.
Le 1er avril à WrestleMania 39, il bat le Miz.